# العلاقات الأردنية الغيانية
العلاقات الأردنية الغيانية هي العلاقات الثنائية التي تجمع بين الأردن وغيانا.

## مقارنة بين البلدين
هذه مقارنة عامة ومرجعية للدولتين:
| وجه المقارنة                                              | الأردن                   | غيانا        |
| --------------------------------------------------------- | ------------------------ | ------------ |
| المساحة (كم2)                                             | 89.34 ألف                | 214.97 ألف   |
| عدد السكان (نسمة)                                         | 9.81 مليون               | 777.86 ألف   |
| الكثافة السكانية (ن./كم²)                                 | 109.81                   | 3.62         |
| العاصمة                                                   | عمان                     | جورج تاون    |
| اللغة الرسمية                                             | اللغة العربية            | لغة إنجليزية |
| العملة                                                    | دينار أردني              | دولار غياني  |
| الناتج المحلي الإجمالي (بليون دولار)                      | 40.07 مليار              | 3.68 مليار   |
| الناتج المحلي الإجمالي (تعادل القوة الشرائية) بليون دولار | 82.80 مليار              | 5.77 مليار   |
| الناتج المحلي الإجمالي الاسمي للفرد دولار أمريكي          | 4.94 ألف                 | 4.13 ألف     |
| الناتج المحلي الإجمالي للفرد دولار أمريكي                 | 12.05 ألف                |              |
| مؤشر التنمية البشرية                                      | 0.748                    |              |
| رمز المكالمات الدولي                                      | +962                     | +592         |
| رمز الإنترنت                                              | .jo                      | .gy          |
| المنطقة الزمنية                                           | ت ع م+02:00، ت ع م+03:00 | 00           |

## منظمات دولية مشتركة
يشترك البلدان في عضوية مجموعة من المنظمات الدولية، منها:
| علم المنظمة | اسم المنظمة                               | تاريخ انضمام الأردن | تاريخ انضمام غيانا |
| ----------- | ----------------------------------------- | ------------------- | ------------------ |
|             | مؤسسة التنمية الدولية                     | 4 أكتوبر 1960       | 4 يناير 1967       |
|             | يونسكو                                    | 14 يونيو 1950       | 21 مارس 1967       |
|             | وكالة ضمان الاستثمار متعدد الأطراف        | 12 أبريل 1988       | 18 يناير 1989      |
|             | الأمم المتحدة                             | 14 ديسمبر 1955      | 20 سبتمبر 1966     |
|             | الاتحاد البريدي العالمي                   | ?                   | ?                  |
|             | البنك الدولي للإنشاء والتعمير             | 29 أغسطس 1952       | 26 سبتمبر 1966     |
|             | الاتحاد الدولي للاتصالات                  | 20 مايو 1947        | 8 مارس 1967        |
|             | منظمة حظر الأسلحة الكيميائية              | ?                   | ?                  |
|             | مؤسسة التمويل الدولية                     | 20 يوليو 1956       | 4 يناير 1967       |
|             | المركز الدولي لتسوية المنازعات الاستشارية | 29 نوفمبر 1972      | 10 أغسطس 1969      |
|             | منظمة التجارة العالمية                    | ?                   | ?                  |
|             | منظمة الشرطة الجنائية الدولية             | ?                   | ?                  |

## وصلات خارجية
- موقع وزارة الخارجية الأردنية
- موقع وزارة الخارجية الغيانية